# Анчоусы (пища)
Анчоусовые — это семейство пелагических морских рыб, которое насчитывает 146 видов, объединяемых в 17 родов. Обитают в тропических и умеренных водах всех океанов, в том числе в Чёрном и Средиземном морях. Немногие виды обитают в солоноватых и пресных водах. В пресных водах обитают представители 17 видов, большая их часть распространена в Южной Америке. Род Анчоусы представлен девятью видами. Анчоусы — это мелкая рыба, взрослые особи имеют длину от 2 до 40 см. Анчоусы — это жирная рыба, так, например европейский анчоус после нагула осенью может содержать до 28 % жира. В 100 граммах свежей рыбы содержится: 131 Ккал, 20,4 грамма белка, 147 миллиграммов кальция, 3,3 миллиграмма железа, 1,7 миллиграмма цинка, 37 микрограммов селена, 15 микрограммов витамина А, 0,6 микрограмма витамина B12, а также витамины B6, C, E и K, жирные кислоты омега-3, калий, магний, фосфор и ниацин. Анчоусы употребляются в пищу человеком с давних времён, как в свежеприготовленном, так и в консервированном виде. Консервирование анчоусов — это многовековая практика, и процесс и продукт не сильно изменились за последние несколько сотен лет. В кулинарной практике под термином «анчоус» чаще всего понимается именно консервированный продукт, прошедший длительную ферментацию, «обладающий особым вкусом, который мы ассоциируем с анчоусами сегодня». Так например в Испании словом anchoa обозначается именно солёный анчоус (в отличие от свежего bocarte и маринованного boquerón).
Анчоусы являются концентрированным источником глутаминовой кислоты и инозиновой кислоты — двух молекул, отвечающих за возникновение ощущения пикантного вкуса (умами). Анчоусы, как бы они ни консервировались, имеют один из самых высоких уровней умами среди всех продуктов на планете. Анчоусы — популярный продукт и их потребление возрастает: производство консервированных анчоусов возросло в период с 2000 по 2008 год с 49 600 тонн до 72 500 тонн.

## Анчоусы как пища

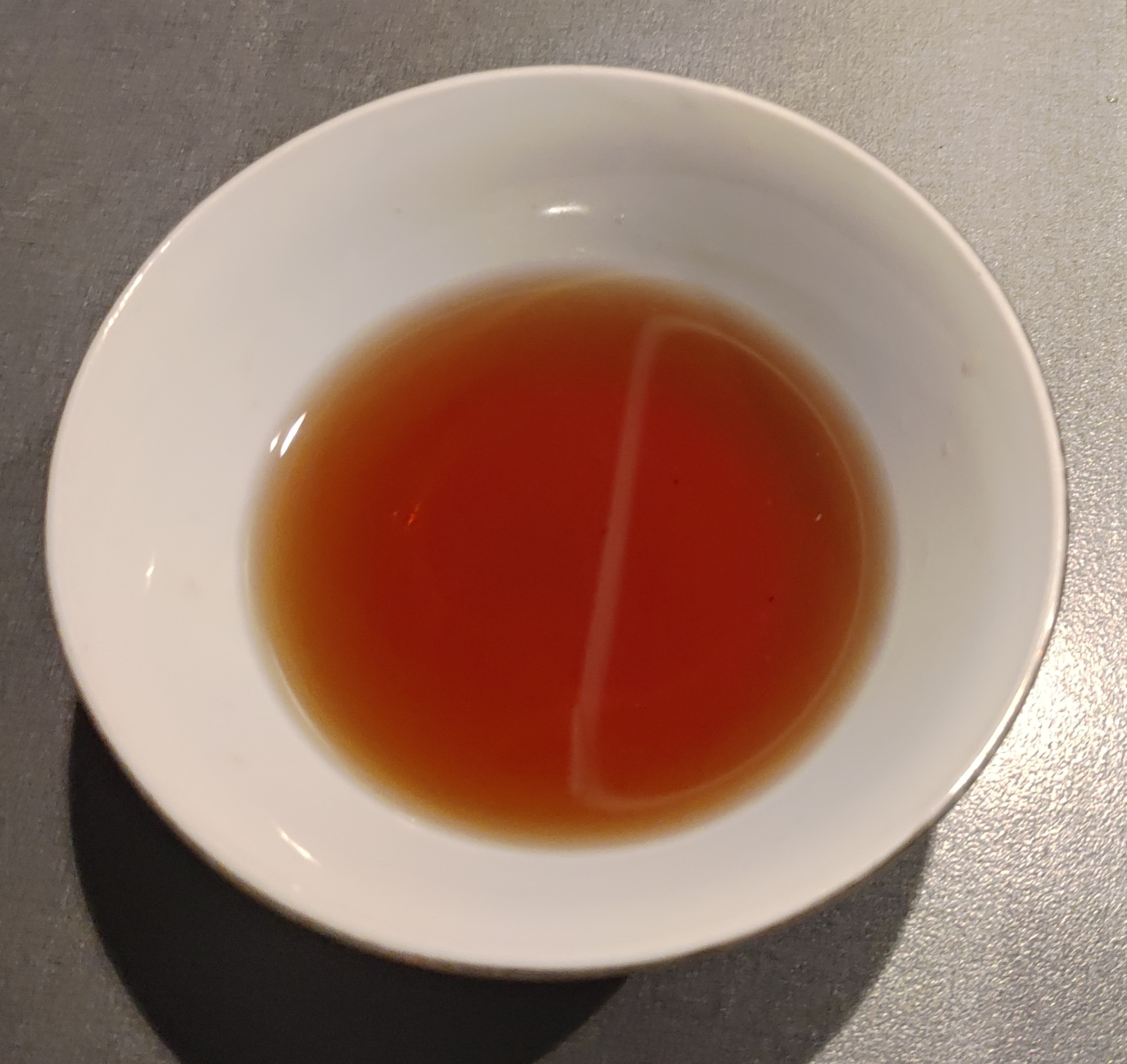
Рыбный соус

Анчоусы употребляются в пищу приготовленными как обычная рыба (жареные, припущенные и т. п.) и консервированными, и в этой форме они наиболее известны. Также есть традиции употребления в пищу свежевыловленных анчоусов в сыром виде.
Традиция консервирования анчоусов в Европе восходит к временам Древнего Рима. Указывается даже, что в Лигурии «знание методов консервирования рыбы, таких как засолка, подтверждается археологическими источниками, относящимися к 4 тысячелетию до нашей эры, хотя официальные исторические документы более поздние». Рыбные отходы или мелкая рыба помещались в большие сосуды с солью, которая вытягивала жидкость из рыбы, в результате чего получался ликвамен, своего рода концентрированный солёный рыбный сок. Этот процесс мог продолжаться до года. Затем его процеживали и оставляли бродить на солнце, в результате чего получался соус гарум. Гарум использовался в самых различных целях, но в основном как приправа к пище: во всех рецептах самой известной кулинарной книги Марка Габия Апиция содержится этот соус. Гораций называл его «столовым деликатесом»; но он также сказал: «Он воняет». В 1960 году в Помпеях при раскопках магазина гарума, были обнаружены амфоры, которые все ещё сохраняли свой характерный аромат спустя почти 2000 лет. Гарум распространился по всему Средиземноморью, так лучшим гарумом назывался произведённый в Новом Карфагене (ныне Картахена в Испании) — считается что солить анчоусов в Испании научили финикийцы более двух тысяч лет назад. Собственно тем же способом издревле готовился рыбный соус в Восточной Азии и Юго-Восточной Азии; так же он готовится и сейчас, как например неофициальный национальный вьетнамский соус nước mắm. В Италии сейчас тоже производят подобный соус, наиболее известным из которых является Colatura Di Alici, жидкость, капающая из горшков в которых ферментируются анчоусы.
Со временем сами анчоусы, из которых делали гарум, стали употребляться в пищу, причём они долго считались пищей бедняков. Так, итальянский врач Алессандро Петронио в 1592 году написал, что анчоусы были «пищей для бедных» и «для грубых людей, привыкших к физической работе», а итальянский кулинарный писатель, Чезаре Эвитаскандоло в начале XVII века, сказал что размещение блюд с анчоусами в центре банкетного стола «будет означать, что обедающие — деревенские». В 1620 году врач Тобиас Веннер в книге «Via recta ad vitam longam» анчоусы были названы «знаменитым мясом пьяниц». В середине XV века крестьяне Пьемонта ходили в Геную чтобы запастись солёными анчоусами; также шёл и обратный процесс, рыбаки с побережья шли вглубь чтобы поменять анчоусов на масло, хлеб и вино. С другой стороны Джакомо Казанова в своих мемуарах отмечал, что настоял на добавлении салата из анчоусов в изысканную трапезу, запланированную для соблазнения прекрасной монахини в Венеции.

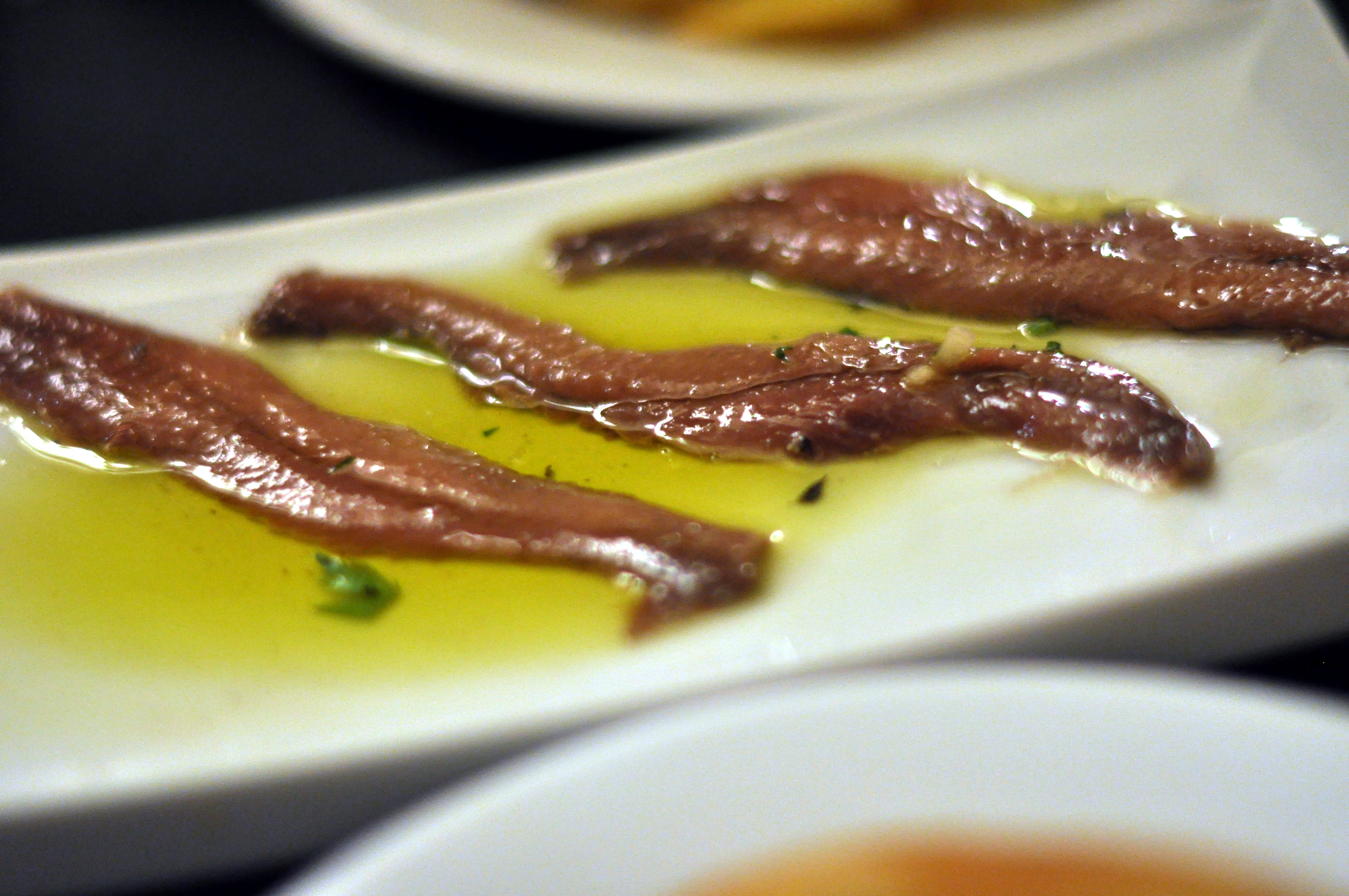
Консервированное филе анчоусов в масле

Во Франции уже в 1651 году книга «Le Cuisinier françois» Франсуа Пьера де Ла Варенна предписывала поварам и домашним поварам добавлять анчоусы (и большое количество масла) в соусы, что в значительной степени ознаменовало начало эпохи, в которой анчоусы стали усилителем вкуса. В XVIII веке Венсан Ла Шаппель советовал читателя своей книга «Le Cuisinier Moderne» добавлять два или три анчоуса в блюда из телятины и ветчины: «Пусть это будет острым и вкусным». Примерно в это же время в кулинарной книге Франсуа Менона появился рецепт одного из величайших кулинарных союзов всех времен: анчоусы и тосты.

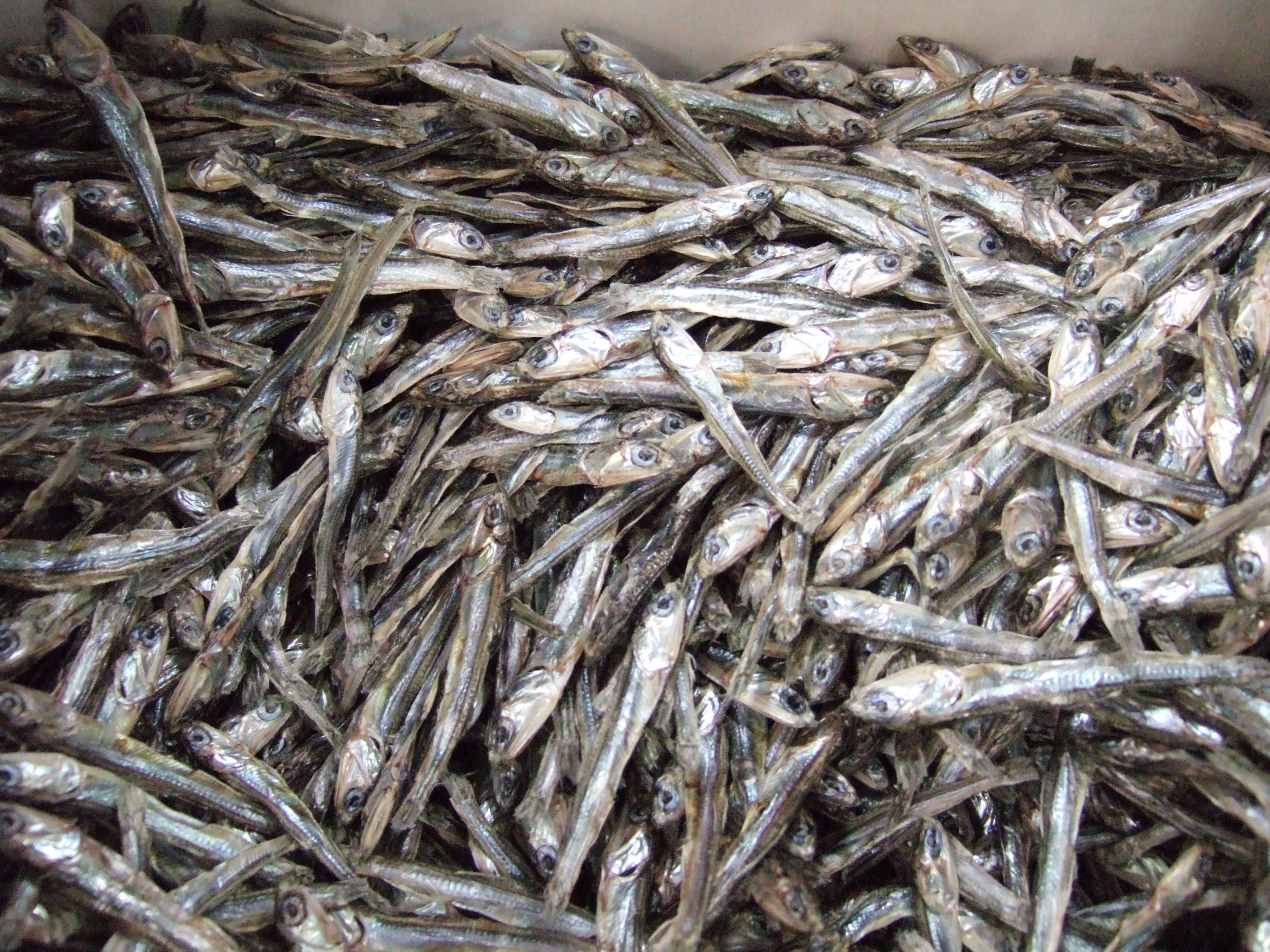
Вяленый анчоус

Консервированные анчоусы стали известны и в Британии, по-видимому будучи заимствованными из Юго-Восточной Азии: первый британский рецепт, адаптированный к местной традиции маринования, появляется в книге Элизы Смит «The Compleat Housewife» в 1727 году, он содержит 12 или 14 анчоусов; примерно в то же время в Британии распространился кетчуп с добавлением анчоусов (более того, кетчуп в то время и был по существу рыбным соусом, и лишь добравшись до США, он потерял анчоуса в пользу томатов и сахара). В начале XIX века в Британии появился ставший всемирно известным вустерский соус, также с добавлением анчоусов. Паста из анчоусов входила в рацион адмирала Нельсона и экспедиции Скотта.

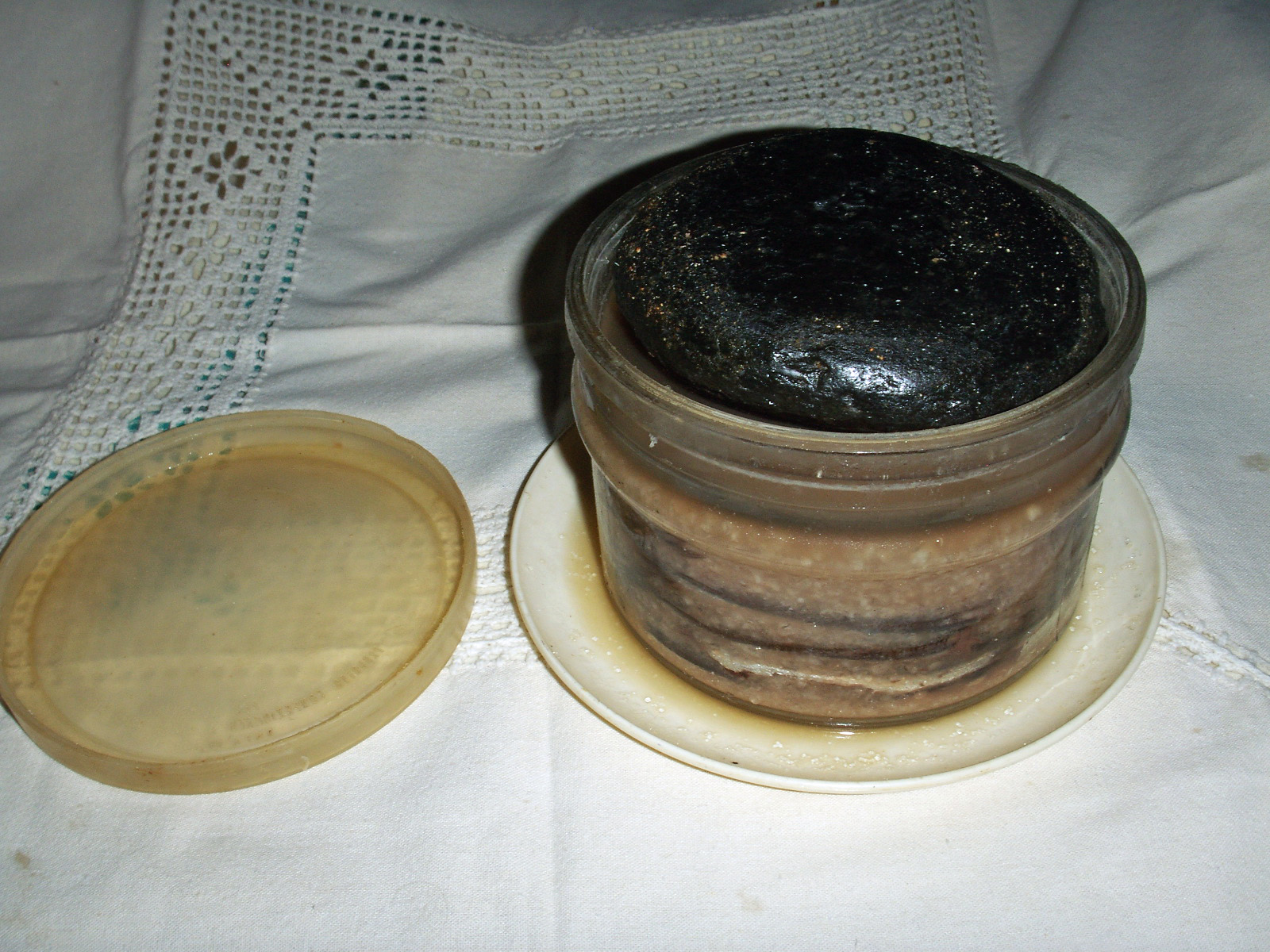
Лигурийские солёные анчоусы

Технология консервирования анчоусов осталась фактически неизменной с древних времён. Для консервирования берутся рыбки величиной 12-15 сантиметров, которых около 65 штук в одном килограмме (по стандарту IGT для Лигурийского побережья 10-20 сантиметров, которых от 35 до 50 штук в одном килограмме, в Турции минимальный размер рыбки определён в 9 сантиметров). В целом технология заключается в том, что у рыбы удаляется голова и внутренности, она промывается и укладывается слоями в ёмкости, пересыпаемая слоями соли; на последний слой ставится гнёт. В днище ёмкости имеется отверстие, через которое уходит выделяющаяся влага. В зависимости от величины рыбы этот процесс может продолжаться несколько месяцев и более (по правилам IGT для Лигурийского побережья первоначальное созревание происходит 40-60 дней, а в деревне Чезаре, где производится Colatura Di Alici анчоусы могут ферментироваться и до двух лет).
В ходе этого процесса в рыбе разрушается миозин, один из мышечных белков, что приводит к тому, что тушки становятся мягкими и легко разминаются и растворяются. Ранним признаком готовности является розовый оттенок мяса. Рыба приобретает глубоко пикантный, мясной, даже слегка землистый вкус, похожий на тот, которым обладают грибы, мясо и сыр, такой как пармезан. Такой вкус даже вызывает привыкание: Карл V, император Священной Римской империи, когда в 1556 году отрёкся от престола и удалился в монастырь Юсте на западе Испании, взял с собой запас анчоусов. Он был настолько зависим от них, что однажды его врачу пришлось уговаривать его прекратить есть целую бочку, которая испортилась при транспортировке.

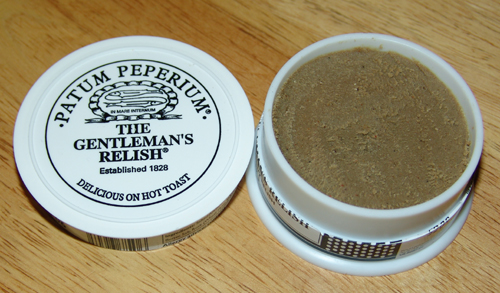
Джентльменский релиш

По готовности анчоусы в большинстве своём фасуются в стеклянные или жестяные банки, и либо заливаются растительным (оливковым) маслом, либо пересыпается солью. Лигурийские анчоусы фасуются только в стеклянные банки, пересыпаются тонкими слоями соли, масло не добавляется. Считается что лучшие анчоусы на сегодня производятся на северном побережье Испании, где их ловят в Бискайском заливе (в целом атлантический анчоус менее жирный и более насыщенный вкусом нежели средиземноморский) и на побережье Кампании в Италии, где их ловят традиционным методом Menaica (название специальной рыболовной сети) и солят в терракотовых кувшинах.
Консервированные анчоусы чаще всего употребляются как приправа, ингредиент тех или иных блюд, придающий им особый пикантный вкус. Их можно добавлять практически в любые блюда, но есть и такие блюда, традиционный рецепт которых предполагает обязательное наличие анчоусов. Таковыми например являются соус блюда вителло тоннато, соусы банья кауда и путтанеска, шотландский вальдшнеп, пицца сфиннчоне, сицилийская паста с анчоусами. В Британии популярно масло на основе анчоусов под названием «джентльменский релиш». В состав известного салата нисуаз как правило входят анчоусы. Традиционный рецепт салата «Цезарь» не предполагает наличия анчоусов, но они входят в состав вустерского соуса, который в свою очередь входит в состав заправки для этого салата
В выдуманном интервью с анчоусом, он отвечая на вопрос «Где бы вы хотели, чтобы вас увидели?», он ответил: «Мне не обязательно быть увиденным. Если вы растворите меня в соусе, или измельчите меня в винегрет, или эмульгируете меня в банья кауда со сливками и чесноком, я придам глубину вкуса, и никто не сможет меня заметить. Возможно, это именно тот тип влияния, который я ценю больше всего». На сайте, посвящённом кулинарии Bon Appétit утверждается, что если блюдо содержит секретный ингредиент, придающий особый вкус, то в 95 % случае это анчоус.
В Юго-Восточной Азии также популярной пищей являются вяленые на воздухе анчоусы, на основе которых делается множество блюд, например в Корее традиционное блюдо из обжаренного с соевым соусом анчоуса, с рисовым вином и сахаром называется «миеолочи боккум». В Керале, прибрежном регионе на юго-западе Индии анчоусов готовят на пару в банановых листьях с имбирем, куркумой, чесноком, зелёным перцем чили и луком и получают блюдо «netholi vazhayilayil pollichathu». На Филиппинах анчоусы ферментируются и из них делается паста «багунг», которой приправляется масса разнообразных блюд.